# 迈兹里
迈兹里（法語：Maizery，法語發音：[mɛzʁi]）是法国摩泽尔省的一个旧市镇，属于梅斯区。2016年，迈兹里与市镇科利尼合并为新市镇科利尼-迈兹里。

## 地理
迈兹里（49°6'22"N, 6°20'10"E）面积3.16 平方千米，位于法国大東部大區摩泽尔省，该省份为法国东北部内陆省份，是洛林的一部分，西南接默尔特-摩泽尔省，东临下莱茵省，北与卢森堡和德国接壤。
与迈兹里接壤的市镇（或旧市镇、城区）包括：科利尼、库尔塞勒绍西、奥日、勒通费、尼德河畔锡伊。

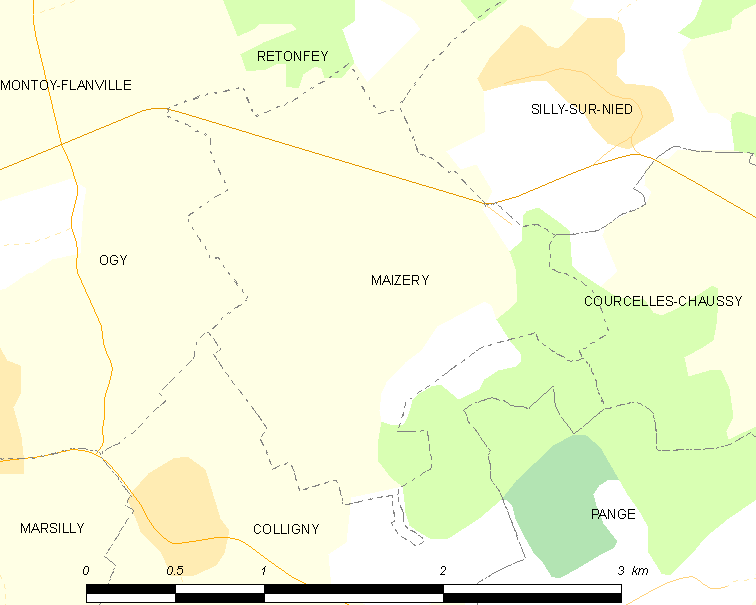
迈兹里的OSM定位图

迈兹里的时区为UTC+01:00、UTC+02:00（夏令时）。

## 行政
迈兹里的邮政编码为57530，INSEE市镇编码为57432。

## 政治
迈兹里所属的省级选区为梅斯地区县。

## 人口

1962-2008年间迈兹里人口变化图示

迈兹里于2018年1月1日时的人口数量为181人。